# Храм Вазнесења Господњег у Брадини
Храм Вазнесења Христовог у Брадини је храм Српске православне цркве и припада епархији захумско-херцеговачкој и приморској.
Саграђен је 1938. године прилозима становништва и пароха Јована Сломовића, поријеклом из Чајнича. 
Главни ктитор био је Чех Влад или Владимир Олшански, инжењер који је радио на изградњи жељезничког моста у Коњицу, па је свесрдно давао машине и материјал за градњу цркве. 
Храм Светог Вазнесења Христовог налази се на магистралном путу Сарајево - Плоче. Око цркве у Брадини до рата у Босни и Херцеговини окупљале су се многобројне српске правосалвне породице.
Прогоном српског становништва који је започет 25. маја 1992. године уништена и запаљена је била и црква Вазнесења Христовог. Расељени Срби су почетком 2000. године, уз благослов владике захумско-херцеговачког Григорија, кренули у обнову цркве и гробља. Обновљена је спољашњост, постављен кров како би се спасила даљег пропадања.
Трудом некадашњих житеља овог мјеста који сада живе у избјеглиштву (већином у Србији и другим мјестима БиХ, док неки живе у иностранству), обновљена је спољашност храма и постављен нови кров те је на тај начин спријечено даље пропадање.
У љето 2009. године почела је ситематска обнова овог Св.Храма. На годишњицу страдања 25. маја 2010. године освећен је и овај Св. Храм. Свету Архијерејску Литургију, обред Освећења и парастос служио је Епископ Захумско-херцеговачки и Приморски Г. Григорије.
Како нема православног живља у Брадини, црква је закључана. Литургија се одржава једном годишње, 25. маја када Срби обиљежавају дан страдања чланова породице у посљедњем рату.